# Rigas 1:a statsgymnasium
Rigas 1:a statsgymnasium (lettiska: Rīgas Valsts 1. ģimnāzija) är en skola i Riga. Skolan är den äldsta i Baltikum och erbjuder utbildning för årskurserna 7 till 12. Den grundades år 1211, och både dess namn och undervisningsspråk har ändrats flera gånger sedan dess. Sedan 1919 är lettiska huvudspråket.
Skolan kallades först för Domus skolu (Rådskolan).